# Schadewohl
Schadewohl ist ein Ortsteil des Fleckens Diesdorf im Altmarkkreis Salzwedel in Sachsen-Anhalt.

## Geographie
Das Dorf Schadewohl liegt etwa zwei Kilometer nordwestlich von Diesdorf zwischen Schadeberg und Diesdorf in der Altmark am Schadewohler Graben, der vor Dähre in die Dumme fließt, die ab Siedendolsleben nach dem Zufluss des Grabower Grabens zur Salzwedeler Dumme wird, einem linken Nebenfluss der Jeetze.
Nachbarorte sind Bergmoor im Westen, Schadeberg im Nordosten und Diesdorf im Südosten.
Die Landesgrenze zu Niedersachsen verläuft westlich, das Landschaftsschutzgebiet Salzwedel-Diesdorf liegt östlich des Dorfes.

## Geschichte

### Mittelalter bis Neuzeit
Das Dorf war ursprünglich ein Sackgassendorf.
Schadewohl wurde im Jahre 1423 erstmals erwähnt, als der Probst vom Kloster Diesdorf ein Vermächtnis von Heinrich Schrapenstiel bekundet, welcher hed gekoft veer wischbleeke, geleghen hinder schadewolde. Im Jahre 1458 wird dath dorp Schadewolde als Besitz des Klosters Diesdorf genannt.
Schadewohl lag an der Bahnstrecke Salzwedel–Diesdorf, einer eingleisigen Nebenbahn, die ab 1900 von den Salzwedeler Kleinbahnen erbaut und zum 1. April 1997 stillgelegt wurde. Im Jahr 2004 wurden die Gleise entfernt.
Im Jahre 1912 war das inzwischen abgerissene Landhaus Schadewohl vom Architekten Otto Haesler errichtet worden.

### Herkunft des Ortsnamens
Heinrich Sültmann deutet den Namen 1423 schadewolde als deutsch mit der Bedeutung „Schattenwald, dichter Laubwald“ abgeleitet vom mittelhochdeutschen Wort „schate“ oder mittelniederdeutsch  „schade“ für „Schatten“ und  „wohl“ für „Wald“.

### Eingemeindungen
Ursprünglich gehörte das Dorf zum Salzwedelischen Kreis der Mark Brandenburg in der Altmark. Von 1807 bis 1813 lag es im Kanton Diesdorf auf dem Territorium des napoleonischen Königreichs Westphalen. Nach weiteren Änderungen kam die Gemeinde 1816 zum Kreis Salzwedel, dem späteren Landkreis Salzwedel.
Am 1. Oktober 1936 erfolgte der Zusammenschluss der Gemeinden Schadewohl und Bergmoor im Landkreis Salzwedel zu einer Gemeinde mit dem Namen Schadewohl. Am 20. Juli 1950 entstand die Gemeinde Schadeberg durch den Zusammenschluss der bisherigen Gemeinden Dülseberg und Schadewohl.
Da am 1. November 1992 die Gemeinde Schadeberg in die Gemeinde Diesdorf eingemeindet wurde, ist Schadewohl seit dem 1. November 1992 ein Ortsteil von Diesdorf.

### Einwohnerentwicklung
| Jahr | Einwohner |
| ---- | --------- |
| 1734 | 63        |
| 1772 | 62        |
| 1790 | 64        |
| 1798 | 74        |
| 1801 | 71        |
| 1818 | 70        |

| Jahr | Einwohner |
| ---- | --------- |
| 1840 | 142       |
| 1864 | 201       |
| 1871 | 181       |
| 1885 | 179       |
| 1892 | [00]188   |
| 1895 | 191       |

| Jahr | Einwohner |
| ---- | --------- |
| 1900 | [00]180   |
| 1905 | 171       |
| 1910 | [00]199   |
| 1925 | 203       |
| 1939 | 228       |
| 1946 | 385       |

| Jahr | Einwohner |
| ---- | --------- |
| 2015 | [00]88    |
| 2018 | [00]83    |
| 2020 | [00]84    |
| 2021 | [00]79    |
| 2022 | [00]76    |
| 2023 | [0]75     |

Quelle, wenn nicht angegeben, bis 1946:

## Religion
Die evangelischen Christen aus Schadewohl gehören zur Kirchengemeinde Diesdorf, die zur Pfarrei Diesdorf gehörte und betreut wird vom Pfarrbereich Diesdorf im Kirchenkreis Salzwedel im Bischofssprengel Magdeburg der Evangelischen Kirche in Mitteldeutschland.

## Kultur und Sehenswürdigkeiten

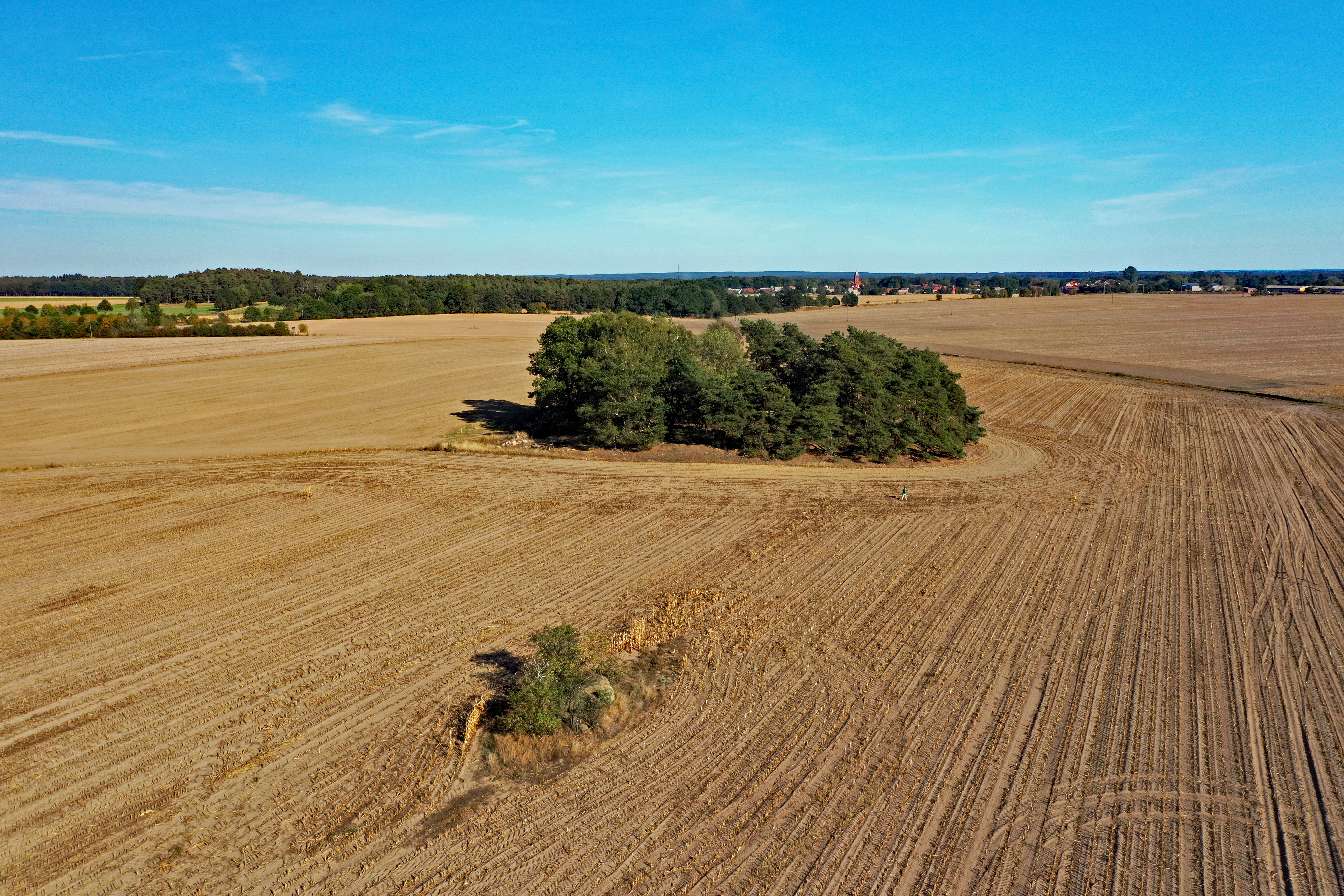
Großsteingrab bei Schadewohl

- Die Großsteingräber bei Schadewohl sind eine Gruppe von drei jungsteinzeitlichen Grabanlagen auf einem Feld etwa 1½ Kilometer südwestlich von Schadewohl.
- Der Friedhof von Schadewohl liegt südwestlich des Dorfes.[17]
- In Schadewohl steht auf dem Dorfplatz ein Denkmal für die Gefallenen des Ersten und Zweiten Weltkrieges, eine Pyramide aus Findlingen, gekrönt von einem Adler.[18]

## Wirtschaft
In Schadewohl gibt es einen Landwirtschaftsbetrieb mit einer Biogasanlage.

## Vereine
Dorfgemeinschaft Schadewohl e. V.